# Fausto Poli

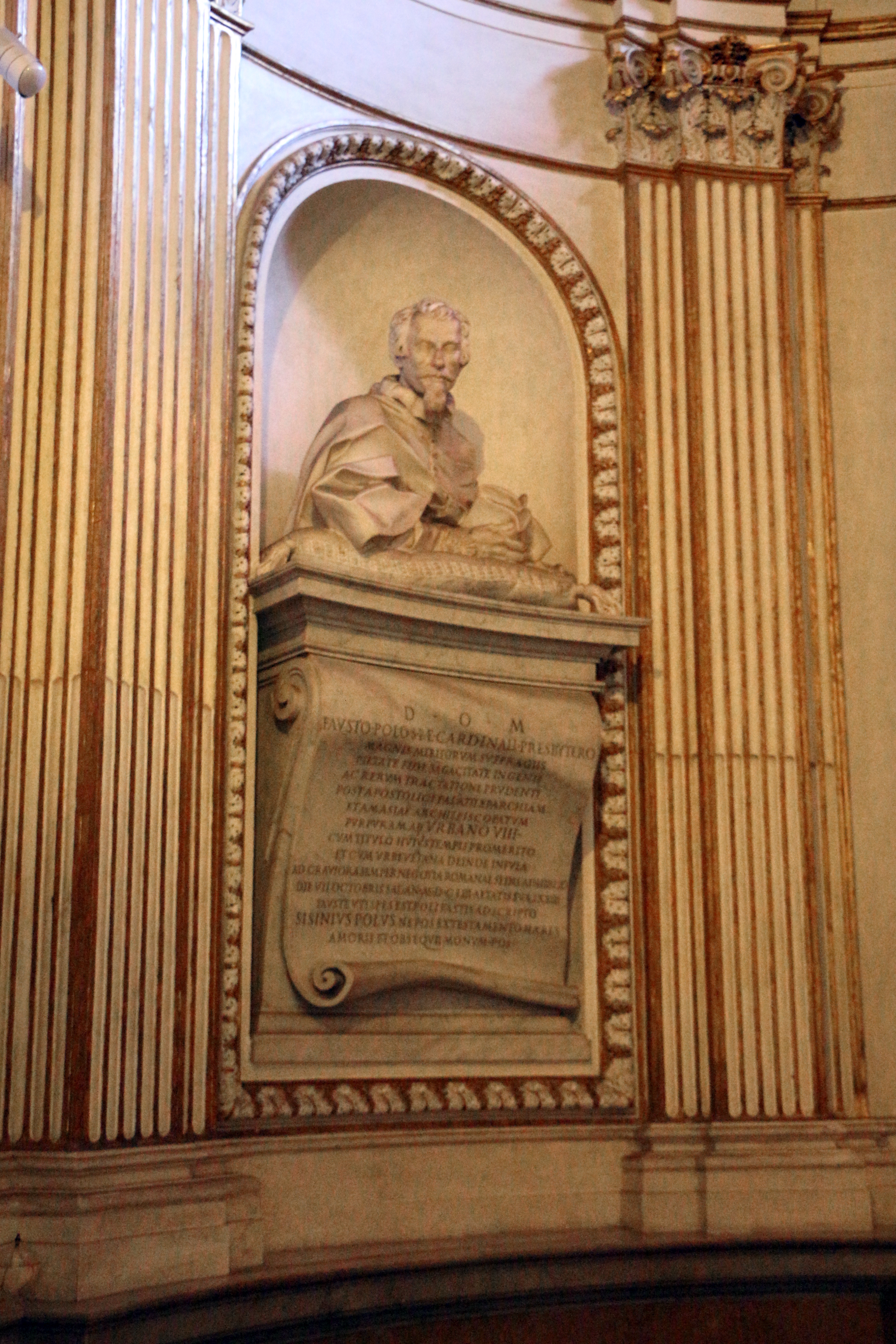
Kardinal Fausto Poli (Denkmal von Giuseppe Mazzuoli)

Fausto Poli (* 17. Februar 1581 in Usigni; † 7. Oktober 1653 in Orvieto) war ein italienischer Erzbischof und Kardinal.

## Biografie
Fausto wurde am 17. Februar 1581 in Usigni bei Spoleto als Sohn von Sisinio und Polidora, einer wohlhabenden Familie, geboren. Seine erste Ausbildung erhielt er bei seinem Onkel Nicolangelo Poli, dem Pfarrer von Usigni und setzte sie in Macerata fort. 1602 wurde er von Kardinal Alfonso Visconti, Bischof von Spoleto, zum Priester geweiht, der ihn zum Prior der Pfarrei S. Fortunato in Poggioprimocaso di Cascia ernannte und ihn später als Legat der Marca und Gouverneur von Ascoli in seinen Dienst nahm. Als Visconti am 19. September 1608 starb, ging Poli nach Rom. Kardinal Maffeo Barberini ernannte ihn zum Majordomus und vertraute ihm die Verwaltung seiner Güter an. 1611 nahm er Poli nach Bologna mit, wo er für drei Jahre die Legation regieren sollte. Am 24. Januar 1619 verlieh der Senat von Rom ihm, seinen Neffen und deren Nachkommen die römische Staatsbürgerschaft und das Patriziat von Rom.
Mit Beginn des Pontifikates seines Protektors, Urban VIII., erlebte Poli einen wesentlichen Fortschritt in seinem Werdegang. Im Jahr 1623 wurde er cameriere segreto und Majordomus des Apostolischen Palastes. Am 2. Oktober 1624 wurde er Kanoniker der Basilika Santa Maria Maggiore. Im Jubiläumsjahr 1625 beauftragte ihn der Papst mit der Betreuung wichtiger Gäste: die polnischen Fürsten Ladislaus und Alexander Karl, Ferdinando II. de’ Medici, Großherzog der Toskana, Erzherzog Leopold von Österreich und Odoardo I. Farnese, Herzog von Parma. Am 31. August 1627 wurde er Kanoniker der Vatikanbasilika. Am darauf folgenden 2. Oktober wurde er für drei Jahre zum Gouverneur von Castel Gandolfo ernannt, eine Position, die bis 1643 immer wieder bestätigt wurde. Am 10. März 1629 wurde er Präfekt des Apostolischen Palastes und Gouverneur von Frascati ad beneplacitum.
Poli wurde am 14. März 1633 zum Titularerzbischof von Amasea erhoben. Daraufhin spendete ihm am Montag, dem 25. Juli 1633, in Rom im Quirinalpalast von Kardinal Antonio Barberini, der Bruder des Papstes, die Bischofsweihe. Als Mitkonsekratoren fungierten Giovanni della Robbia, Bischof von Bertinoro, und Benedetto Landi, ehemaliger Bischof von Fossombrone.
Als letzte Beförderung verlieh ihm im Konsistorium vom 13. Juli 1644  Papst Urban VIII. die Kardinalswürde.  Ausnahmsweise wurde Poli danach als Präfekt des Apostolischen Palastes bestätigt. Am 31. August es Jahres folgte seine Installation als Kardinalpriester von San Crisogono.
In Abwesenheit des Kardinals Antonio Barberini wurde Poli am 15. Februar 1644 zum Vize-Protektor der Dominikaner ernannt, um den zerrütteten Dominikanerorden zu beruhigen. Mit der Wahl von Tommaso Turco da Cremona zum Generalmagister des Ordens, der auch von Frankreich und Spanien akzeptiert wurde, wurde eine zweijährige Kontroverse beendet. Am 7. Mai 1644 wurde Poli auf Bitten der Mönche, die sich über die Absetzung des Generalabts Giovanni Giacomo Giordano beklagten, zum Protektor der Kamaldulenser-Kongregation von Montevergine ernannt. Am 23. Mai 1644 schließlich wurde er Bischof von Orvieto.
Als Urban VIII. starb, nahm er an dem Konklave vom 9. August bis zum 15. September 1644 teil, in dem Innozenz X. gewählt wurde, und zog sich dann in seine Diözese zurück.
Poli blieb seinem Heimatland sehr verbunden. Am 30. Dezember 1618 erhielt er für sich und seine Brüder das Bürgerrecht von Cascia. Im Jahr 1626 ließ er das Haus der Familie Lotti ausfindig machen, in dem im 14. Jahrhundert die von ihren Mitbürgern als Heilige verehrte Schwester Rita gelebt hatte. Im folgenden Jahr erwirkte er vom Papst die Erlaubnis zur öffentlichen Verehrung und förderte den Bau einer Kapelle, deren Grundstein am 2. Oktober 1630 gelegt wurde.
In seiner Heimatstadt Usigni ließ er die Kapelle San Giorgio, die unter der Schirmherrschaft der Familie Poli stand, abreißen und an ihrer Stelle 1631 die Pfarrkirche San Salvatore errichten, die 1644 fertiggestellt wurde und zu der Poli 10.000 Scudi für den Bau und weitere 2.000 für die Einrichtung beisteuerte.
Am 19. März 1652 verfasste er in Orvieto sein Testament. Darin setzte er seinen Neffen Sisinio Poli zum Erben ein und teilte sein Vermögen unter seiner Familie sowie verschiedenen frommen Werken auf. Er starb am 7. Oktober 1653 in Orvieto an der Gicht. Gemäß den testamentarischen Verfügungen wurde sein Leichnam in seiner römischen Titelkirche San Crisogono in Trastevere, in einer Kapelle links vom Hochaltar beigesetzt, die zwischen 1677 und 1680 von Giacinto Rondi nach einem Entwurf von Gian Lorenzo Bernini gebaut und mit Fresken ausgemalt wurde.